# Михайлов, Валентин Петрович
Валентин Петрович Михайлов (15 декабря 1930 года — 7 июля 2014 года) — специалист в области математической физики, сотрудник МИАН, лауреат премии АН СССР имени П. Л. Чебышева (1978), лауреат премии РАН имени И. Г. Петровского (2001).

## Биография
Родился 15 декабря 1930 года.
В 1953 году окончил механико-математический факультет МГУ, однокурсниками были С. С. Григорян, В. П. Карликов, Ю. А. Демьянов, Д. Д. Ивлев, А. А. Дезин,  М. И. Шабунин. 
В 1957 году защитил кандидатскую диссертацию.
В 1963 году стал доктором физико-математических наук.
Основные труды посвящены дифференциальным уравнениям.
Вёл научную работу в отделе математической физики Математического института имени В. А. Стеклова, также вёл преподавательскую деятельность в звании профессора в Московском физико-техническом институте.
Автор более 90 публикаций.
Умер 7 июля 2014 года.

## Научные труды
1. В. П. Михайлов, «О существовании граничных значений у полигармонических функций», Матем. сб., 201:5 (2010), 111—134. [V.P. Mikhailov, «Existence of boundary values of polyharmonic functions», Math. Sb. (N.S.),201:5 (2010), 111—134
2. В. П. Михайлов, « О существовании граничного значения у бигармонических функций», Матем. сб., 195:12 (2004), 81-94
3. О существовании граничных значений у решений эллиптических уравнений в полосе В. П. Михайлов Матем. сб., 203:1 (2012), 61-76
4. Достаточное условие существования предельных значений на границе у решений эллиптического уравнения В. П. Михайлов ТМФ, 157:3 (2008), 436—449
5. В. П. Михайлов, «О граничных значениях решений эллиптических уравнений второго порядка», Матем. сб., 100(142):1(5) (1976), 5-13. [ V.P. Mikhailov, «On the boundary values of solutions of second-order elliptic equations», Math. USSR-Sb., 29:1 (1976), 3-11

### Учебники, учебные пособия
1. Дифференциальные уравнения в частных производных. -М.: Наука, 1983.
2. Сборник задач по уравнениям математической физики (в соавторстве с Владимировым В. С., Вашариным А. А., Каримовой Х. Х., Сидоровым Ю. В., Шабуниным М. И.) - М.:  Физматлит, 2001, 2003, 2004.
3. Лекции по уравнениям математической физики-М.,Центр «Интеграция», 2001
4. Сборник типовых задач по курсу уравнения математической физики (в соавторстве с Михайловой Т. В. и Шабуниным М. И.) - М.: МФТИ, 2007.
5. Дополнительные главы курса "Уравнения математической физики" ( в соавторстве с А.К.Гущиным). - М., 2007

## Награды
- Премия имени П. Л. Чебышёва (1978) — за цикл работ «О первой краевой задаче для дифференциальных уравнений в частных производных»
- Премия имени И. Г. Петровского (2001) — за совместный с А. К. Гущиным цикл работ «Граничные свойства решений эллиптических уравнений и их приложения»